# Peter Schmidl

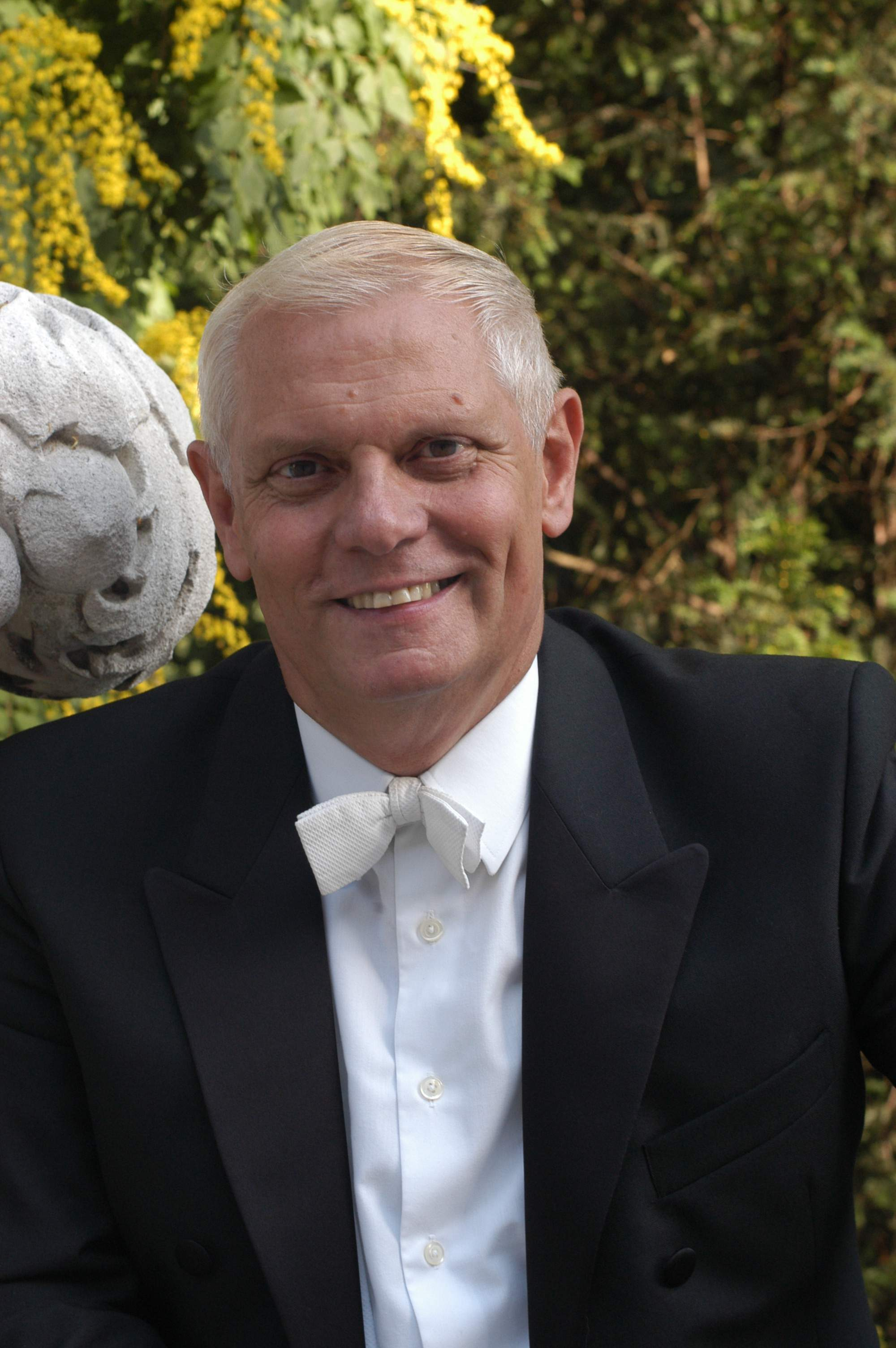
Peter Schmidl (Wien 2009)

Peter Schmidl (* 10. Januar 1941 in Olmütz, Protektorat Böhmen und Mähren; † 1. Februar 2025) war ein österreichischer Klarinettist und Hochschullehrer. Er war Professor an der Universität für Musik und darstellende Kunst Wien und von 1968 bis 2010 aktives Mitglied der Wiener Philharmoniker.

## Leben und Wirken

### Ausbildung und künstlerisches Wirken
Peter Schmidl wurde in eine Musikerfamilie geboren. So waren sein Vater Viktor Schmidl (1899–1941) und sein Großvater Alois Schmidl (1862–1946) – der noch zur Zeit Gustav Mahlers bei den Wiener Philharmonikern und im Wiener Staatsopernorchester wirkte – Erste Klarinettisten der Wiener Philharmoniker.
Im Alter von sechs Jahren erhielt Peter Schmidl seinen ersten Klavierunterricht. Nach der mit Auszeichnung bestandenen Matura am Humanistischen Gymnasium Rainergasse studierte er von 1959 bis 1964 beim damaligen Soloklarinettisten der Wiener Philharmoniker, Rudolf Jettel, an der Wiener Musikakademie. 1963 bis 1965 studierte er am Max Reinhardt Seminar in Wien Schauspiel und Regie.
Mit 1. Mai 1965 wurde er ins Orchester der Wiener Staatsoper berufen, am 1. September 1968 erfolgte die Aufnahme in den Verein der Wiener Philharmoniker. Ab 1968 war Peter Schmidl Erster Soloklarinettist des Orchesters der Wiener Staatsoper sowie der Wiener Philharmoniker. Von 2001 bis 2005 war er Geschäftsführer der Wiener Philharmoniker. 2006 wurde er zum Doyen der Wiener Staatsoper ernannt. Im Oktober 2010 trat er in den Ruhestand.
Neben seiner Tätigkeit als Orchestermusiker war Peter Schmidl als Solist international tätig. Zusammenarbeiten mit Dirigenten wie Herbert von Karajan, Leonard Bernstein, Karl Böhm, Riccardo Muti, André Previn, Seiji Ozawa, James Levine, Nikolaus Harnoncourt, Michael Tilson Thomas, Sándor Végh oder Yehudi Menuhin prägten seine Laufbahn. Auf Einladung Herbert von Karajans wirkte er als Soloklarinettist in zahlreichen Konzerten der Berliner Philharmoniker mit. 
Peter Schmidl war Mitglied mehrerer Kammermusikensembles, etwa des Wiener Oktetts, des Wiener Ring-Ensembles und der Wiener Bläsersolisten.

### Lehrtätigkeit
Ab 1967 unterrichtete er an der Universität für Musik und darstellende Kunst Wien (ab 1980 außerordentliche, ab 1985 ordentliche Professur, zuletzt emeritiert). Viele seiner Schüler – darunter Ernst Ottensamer, Johann Hindler, Daniel Ottensamer, Ferdinand Steiner und Wenzel Fuchs – wurden Mitglieder renommierter Orchester wie der Wiener Philharmoniker, der Wiener Symphoniker, des Radio-Symphonieorchesters Wien, des Tonkünstler-Orchesters Niederösterreich, des  Bruckner Orchesters Linz, des Mozarteum Orchesters Salzburg, der Grazer Philharmoniker oder der Berliner Philharmoniker.

### Weitere Tätigkeiten
Ab 1999 war Schmidl Artistic Chairman beim Pacific Music Festival in Sapporo (Japan). 2004 wurde er als Konzertdirektor der Salzburger Festspiele (ab 2007) designiert. Infolge von Meinungsverschiedenheiten mit dem Intendanten Jürgen Flimm trat Schmidl diese Position jedoch nicht an. 
In der Spielzeit 2004/05 kreierte und präsentierte Schmidl die Talkshow Alles Theater der Österreichischen Bundestheater, wo er unter anderem mit dem damaligen Österreichischen Staatssekretär für Kunst und Medien Franz Morak sowie Waldemar Kmentt, Christian Thielemann und Rudolf Buchbinder Gespräche führte. Ab 2005 war Schmidt Co-Moderator (mit Wilhelm Sinkovicz) der ORF-Sendung Philharmonische Verführung. 

## Aufnahmen (Auswahl)
(als Solist und Kammermusiker)
- Mozart: Klarinettenkonzert KV 622 (Wiener Philharmoniker, Leonard Bernstein)
- Mozart: Klarinettenkonzert KV 622 (Mozarteumorchester Salzburg, Ivor Bolton)
- Mozart: Sinfonia concertante KV 297b (Wiener Philharmoniker, Karl Böhm)
- Mozart: 5 Divertimenti KV 439b
- Mozart: Kegelduette, KV 496a
- Mozart: Kegelstatttrio KV 498
- Mozart: Klavierquintett KV 452
- Beethoven: Klavierquintett op. 16
- Beethoven: Gassenhauertrio op. 11
- Brahms: Klarinettensonaten op. 120 (mit Bruno Canino)
- Brahms: Klarinettentrio op. 114 (mit Friedrich Dolezal, András Schiff)
- Strauss: Duett Concertino (Wiener Philharmoniker, André Previn)
- Bernstein: Prelude, Fugue, and Riffs (Wiener Philharmoniker, Leonard Bernstein)
- Previn: Diversions (Wiener Philharmoniker, André Previn)
- Dvořák: Serenade op. 44 (mit Myung-whun Chung)
- Schumann: Phantasiestücke op. 73 (mit Bruno Canino)
- Berg: 4 Stücke op. 5 (mit Bruno Canino)
- Reicha: Klarinettenquintett op. 98
- The Art of the Clarinet (mit Madoka Inui)
- The Art of Flute (mit Wolfgang Schulz und Madoka Inui)
- The Art of Viola (mit Heinz Koll und Madoka Inui)

Weitere zahlreiche Aufnahmen als Mitglied der Wiener Bläsersolisten, des Neuen Wiener Oktetts, des Wiener Musikvereinsquartett sowie als Soloklarinettist der Wiener und Berliner Philharmoniker.

## Auszeichnungen
- Goldenes Verdienstzeichen des Landes Salzburg
- Ehrenring der Wiener Philharmoniker
- Großes Ehrenzeichen für Verdienste um die Republik Österreich
- Großes goldenes Band der Wiener Rettung
- Ehrenkreuz für Kulturelle Verdienste der Republik Rumänien
- Ernennung zum Special Advisor für Kulturaustausch durch das Japanische Kulturministerium
- Silberne Mozartmedaille der Internationalen Stiftung Mozarteum
- Österreichisches Ehrenkreuz für Wissenschaft und Kunst I. Klasse
- 2018: Goldenes Ehrenzeichen für Verdienste um das Land Wien[4]